# Chascanopsetta micrognatha
Chascanopsetta micrognatha är en fiskart som beskrevs av Amaoka och Yamamoto, 1984. Chascanopsetta micrognatha ingår i släktet Chascanopsetta och familjen tungevarsfiskar. Inga underarter finns listade i Catalogue of Life.